# 31944 Seyitherdem
31944 Seyitherdem este un asteroid din centura principală de asteroizi.

## Descriere
31944 Seyitherdem este un asteroid din centura principală de asteroizi. A fost descoperit pe 7 aprilie 2000 la Socorro, New Mexico, în cadrul proiectului LINEAR. Asteroidul prezintă o orbită caracterizată de o semiaxă mare de 2,33 ua, o excentricitate de 0,14 și o înclinație de 5,7° în raport cu ecliptica.